# Perasia candida
Perasia candida är en fjärilsart som beskrevs av Paul Dognin 1912. Perasia candida ingår i släktet Perasia och familjen nattflyn. Inga underarter finns listade i Catalogue of Life.